# Nina Queer

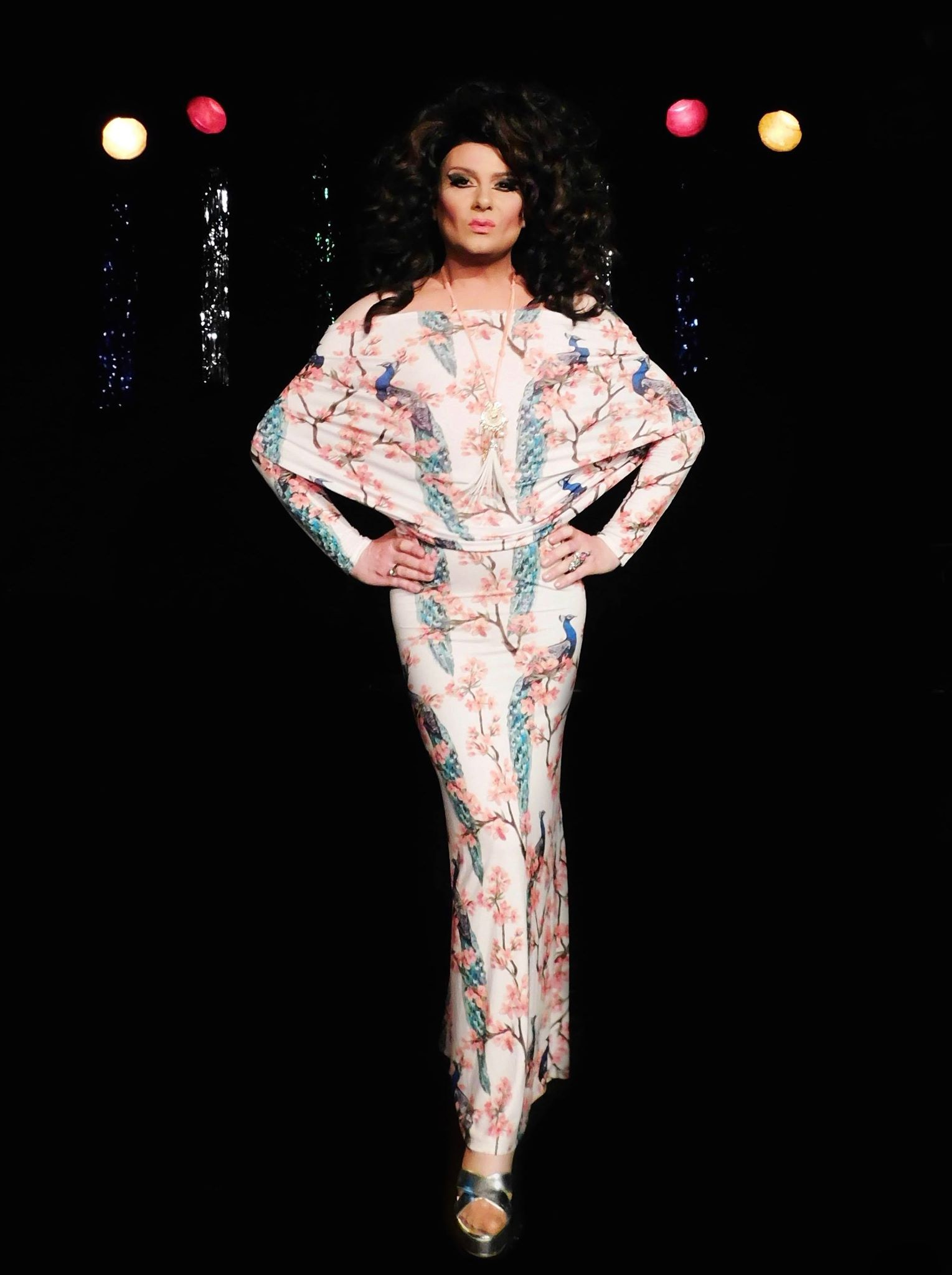
Nina Queer bei ihrer Party Irrenhouse in Berlin, 2018

Nina Queer, Geburtsname: Daniel Wegscheider (* 1985 nach eigenen Angaben auf der Website, laut Buch Dauerläufig * 1984), ist ein Dance-Musik-Sänger, DJ, Entertainer, und Travestiekünstler, der vor allem in einer gegengeschlechtlichen Rolle als Dragqueen auftritt und bekannt wurde.

## Leben
Daniel Wegscheider zog 2000 von Kärnten nach Berlin, wo er zunächst in einem Imbiss am Wittenbergplatz arbeitete. Er finanzierte damit seine Schulmädchenreport-Partys, bei denen er als „Star-Transe“ auftrat. Seitdem wurde er in der Travestierolle der Nina Queer als Partyqueen, DJ, Sängerin und Entertainerin einem größeren Publikum bekannt.

### Film und Fernsehen
Als Nina Queer wirkte Wegscheider in etlichen Talkshows und diversen Fernsehsendungen mit, unter anderem in Frauentausch, Mission Traumhaus und Endlich Urlaub in Marokko. Bei TIER.TV moderiert Nina Queer die Sendung Star Radar. Nina Queer moderierte fünfmal den Christopher Street Day für den Sender rbb Fernsehen und vier MTV-Masters. Wegscheider wirkte in seiner Rolle auch mit bei Gute Zeiten, schlechte Zeiten, K11 – Kommissare im Einsatz und Candy Girls und war neben Jim Reeves, Ross Antony und Katja Mitchell Jurymitglied der dreiteiligen Castingsendung Village Boys – Die große Lips Casting Show, die im Sommer 2009 bei TIMM ausgestrahlt wurde. 2010 spielte sie zusammen mit Debbie Rochon unter der Regie von Marcel Walz in dem deutschen Amateurfilm Avantgarde und in dem Musikvideo „Night People“ von The Human League, welches auch in ihrer Bar gedreht wurde. 2013 synchronisierte Nina Queer in dem Film Fliegende Liebende die Rolle von Normas Assistentin.

### Musik
Nina Queer veröffentlichte mehrere Singles. Im März 2009 erschien das Debüt-Album Discopony. Mit der ersten Single-Auskopplung Fickifickiauaaua war Nina Queer bei Germany’s next Showstars zu sehen, wo sie bereits in der ersten Runde ausschied.
Seit 2010 ist Nina Queer mit ihrer satirischen Kolumne Promispalte fester Bestandteil der ENERGY Toastshow auf Energy Berlin, seit 2013 täglich. Queer ist Kolumnistin u. a. für das Szenemagazin blu, die Zeitschrift DU&ICH, queer.de und schreibt für die BILD-Zeitung den Blog Darf’s ein bisschen queer sein?

### Bühne
In der Bar zum schmutzigen Hobby in Berlin, die Nina Queer von 2005 bis 2014 betrieb, veranstaltete sie jeden Mittwoch das Glamourquiz. Zudem veranstaltet das „Urgestein der Berliner Szene“ monatlich die Party Irrenhouse, die zunächst im Bastard@Prater stattfand, später im Friedrichshainer GeburtstagsKlub in Berlin und inzwischen im Kreuzberger Comet Club, bei der unter anderem auch schon Justin Timberlake, Heidi Klum oder Daniel Brühl als Gäste auftauchten.

### Anderes
Im April 2011 erschien Nina Queers erster Roman Dauerläufig. Im Mai 2020 erschien Nina Queers zweiter Roman Sie ist wieder da.
Im Juli 2015 führte Nina Queer eine medienwirksame Hochzeitszeremonie zwischen Helmut Berger und dem 37 Jahre jüngeren Florian Wess, Sohn eines der beiden Botox-Boys, durch. Die Zeremonie fand auf einer Finca in Spanien in kleinem Rahmen von 15 Gästen, u. a. Christina Lugner, statt.

## Rassismusvorwürfe
Nina Queer wurde in den 2010er Jahren mehrfach wegen rassistischer Äußerungen kritisiert. Erstmals erhob die CDU im Wahlkampf 2016 entsprechende Vorwürfe gegen Queer als damalige „Toleranzbotschafterin“ der SPD und verwies auf eine Kolumne aus dem Jahre 2011, in dem Queer mit Sätzen wie „Schwarze Männer verehren einen dicken weißen Weiberarsch wie der Inder eine heilige Kuh.“ rassistische und kolonialistische Stereotypen reproduziere. Queer und die SPD verteidigten die Äußerungen als erkennbare Satire. Nachdem Queer im Folgejahr nach einem homophoben Angriff in einem Statement die Abschiebung der Täter in ein Kriegsgebiet beschwor, flammten erneut Vorwürfe auf, diesmal auch aus der queeren Szene und der SPD, die sich daraufhin von Queer in ihrer Funktion als Toleranzbotschafterin trennte.
Zu einem weiteren Zwischenfall kam es 2020. Der Journalist und Autor Johannes Kram wies darauf hin, dass Queer 2013 ein Statement auf Facebook postete, aus dem er zitierte „In meiner Frauengruppe muss mindestens einmal mit einem N. (Unkenntlichmachung des im Post ausgeschriebenen N-Worts von mir) geschlafen zu haben, um den Vorwurf des Rassismus wirkungsvoll entgegen zu treten“ und Queer eine „rassistische und sexistische Provokateurin“ nannte. Kram konfrontierte auch die Veranstalter des Berliner CSD mit diesem Posting, da Queer in Rahmenprogramm des CSD eine Veranstaltung anbot. Nachdem sich auch weitere prominente Aktivisten gegen Queers Äußerungen positionierten, folgte der Vorstand des CSD Berlin mit einer distanzierenden Presseerklärung.
Aufgrund eines Interviews, in dem Queer sich mit den Worten „Dann bin ich eben die erste Hitler-Transe“ dagegen aussprach, dass „Schwule in Kreuzberg von Arabern angegriffen würden“, entschied der Sender RTL im Januar 2021, Queer aus der geplanten Teilnahme an der Dschungelshow zu streichen.

## Diskografie

### Singles
- 1999: Sex (als DaniL.)
- 2007: Haben Sie Mich Schon
- 2008: Himalaya – Jennifer Rostock feat. Nina Queer Remix
- 2009: Fickifickiauaaua
- 2009: Beautiful
- 2009: R U Ready
- 2009: Ich schau in Dein Gesicht – Nina Queer & DJ Divinity
- 2011: I give you love
- 2012: Hat hier irgendjemand ne Nutte bestellt?
- 2012: Bukakke
- 2012: Wund im Mund
- 2014: Lover? Friend?
- 2015: Hacken & Ziehen – Nina Queer & DJ Divinity
- 2020: OMG – Nina Queer & DJ Herzbeat

### Alben
- 2009: Discopony
- 2012: Hat hier irgendjemand ne Nutte bestellt?
- 2017: Wer hat an der Hur(e) gedreht?

## Bücher
- 2011: Dauerläufig (Roman)
- 2020: Sie ist wieder da (Roman)

## Filme
- 2005: Gender X
- 2009: Mein Flaschengeist und ich
- 2010: Avantgarde
- 2011: Ursus Berlinensis – Die Bären von Berlin
- 2012: Männer zum Knutschen
- 2012: Sin With Sebastian, Kurzfilm von Rosa von Praunheim und Oliver Sechting
- 2014: URSUS 2 – Die Berliner Bären sind zurück[28]
- 2016: Ficki Ficki Aua Aua – Der Film,[29] Regie: Gerald Backhaus
- 2017: URSUS 3
- 2017: My Little Pony (Sprechrolle)
- 2019: UglyDolls (Sprechrolle: Einhorn Peggy)
- 2020: Zeit der Monster
- 2025: Der Saft des Bösen (Regie und Hauptrolle)[30]